# Liphistius sumatranus
Liphistius sumatranus THORELL, 1890 è una specie di ragno appartenente al genere Liphistius della famiglia Liphistiidae.
Il nome del genere deriva dalla radice prefissoide greca λιπ-, lip-, abbreviazione di λιπαρός, liparòs cioè unto, grasso, e dal sostantivo greco ἰστίον, istìon, cioè telo, velo, ad indicare la struttura della tela che costruisce intorno all'apertura del cunicolo.
Il nome proprio deriva dall'isola di Sumatra, in cui è diffuso.

## Caratteristiche
Ragno primitivo appartenente al sottordine Mesothelae: non possiede ghiandole velenifere, ma i suoi cheliceri possono infliggere morsi piuttosto dolorosi
Questa specie ha molti caratteri in comune con L. desultor, con la quale condivide la taglia più grossa dell'intero genere e la caratteristica delle zampe bicolori. I maschi si possono distinguere per la presenza di un corto embolo e di processi spinali dell'apofisi tibiale retrolaterale più corti che nella L. desultor. Le femmine invece come peculiarità rispetto a tutte le altre del genere Liphistius, hanno il poreplate (area dei genitali femminili interni coperta da una zona priva di pori) di forma più arrotondata e meno squadrata. Inoltre il carapace delle femmine di L. desultor è arancione vivo, come i femori, mentre nelle femmine di L. sumatranus è di colore scuro.
Il bodylenght (lunghezza del corpo senza le zampe), esclusi anche i cheliceri, è di 22,8 millimetri nelle femmine. Il cefalotorace è più lungo che largo, circa 11 x 10,6 millimetri, è di colore marroncino con macchie più chiare sparse in tutta la parte cefalica e più scuro ai margini. I cheliceri, di colore giallo pallido prossimalmente con screziature sparse scure, hanno 11 denti al margine anteriore delle zanne. Le zampe con i femori sono di colore arancione, gli altri segmenti delle zampe sono marroni. L'opistosoma è anch'esso più lungo che largo, circa 11 x 8,6 millimetri, è di colore grigio bruno, con gli scleriti e le filiere arancione brunastro.
Nell'ambito del genere Liphistius si distinguono due gruppi principali per la morfologia dei genitali interni femminili. Il gruppo di cui fa parte questa specie ha il ricettacolo ventrale stretto e limitato alla parte centrale del poreplate, proprietà condivisa con L. birmanicus, L. lordae, L. trang, L. bristowei, L. yangae, L. langkawi, L. desultor e L. murphyorum.

## Comportamento
Costruiscono cunicoli nel terreno profondi fino a 60 centimetri e tengono chiuso l'ingresso del cunicolo con una porta-trappola piuttosto rudimentale. Intorno all'apertura tessono 7-8 fili molto sottili e appiccicaticci in modo da accorgersi se qualche preda si sta avvicinando e, approfittando dei momenti in cui vi è invischiata, balzano fuori e la catturano. Vivono molti anni anche in cattività.

## Distribuzione
Rinvenuta nelle località di Silago, Bukit Tinggi e Benkonen, nella parte occidentale dell'isola di Sumatra.